# Slepčany
Slepčany é um município da Eslováquia, situado no distrito de Zlaté Moravce, na região de Nitra. Tem 9,35 km² de área e sua população em 2018 foi estimada em 805 habitantes.

## Demografia
| Ano:        | 1994 | 2004   | 2014   | 2024   |
| ----------- | ---- | ------ | ------ | ------ |
| Broj ljudi: | 881  | 847    | 822    | 839    |
| Razlika:    |      | -3,85% | -2,95% | +2,06% |

| Ano:               | 2023 | 2024   |
| ------------------ | ---- | ------ |
| Número de pessoas: | 796  | 839    |
| Diferença:         |      | +5,40% |